# Кирил II Јерусалимски
Патријарх Кирил II (грч. Πατριαρχης Кυριλλος, рођ. Константинос Критикос, 1795., Хора, Самос - 1. август 1877, Константинопољ) епископ јерусалемске православне цркве; од 1845. до 1872. патријарх јерусалимски и целе Палестине.

## Биографија
Рођен 1795. године у Хори на острву Самос, у благочестивој породици Николаја и Ирине Критикос.
Са 14 година самоски архиепископ Данило га је рукопроизвео у чтеца, а 1816. године замонашен и рукоположен у чин јерођакона у манастиру Светог Крста од архиепископа самоског (Аграфиотиса). Године 1818. хиротонисао га је у чин јеромонаха стагонски митрополит Амвросије, којег су Турци протерали.
Године 1820. отишао је у Истанбул и тамо се састао са јерусалимским патријархом Поликарпом, од кога је добио дозволу да приступи братству Светога Гроба. Исте године одлази у Јерусалим, где је уздигнут у чин архимандрита.
Године 1828. изабран је и посвећен за епископа и уздигнут у чин архиепископа севастијског.
Од 1838. - архиепископ лидски.
28. марта 1845. изабран је за патријарха јерусалимског.
Одржавао добре односе са Руском духовном мисијом у Јерусалиму.
Патријарх Кирил је 1853. године отворио Богословску школу Часног Крста у којој су студирали многи будући епископи како Јерусалимске, тако и других православних Цркава.
Имао је повољан однос према Бугарима. Подржао је архимандрита Павла Божигробског и поставио га за главног представника јерусалимских таксидиота у Солуну 1850-1866.
Своје ставове о бугарском црквеном питању први пут је изнео у писму цариградском патријарху Григорију VI  од 24. јануара 1869. у вези са његовом поруком од 16. децембра 1868. о сазивању Васељенског сабора.
Године 1871. обратио се руским витезовима Ордена Светог Георгија са молбом да помогну у обнови цркве Светог Ђорђа. Руска влада је, по налогу цара Александра II, издвојила 3.000 рубаља, а 3. новембра (16. новембра, н.с.) 1872. године, нови храм је освећен. У православној цркви установљен је нови празник – Обнова цркве Светог Георгија у Лиди.
Заједно са Александријским и Антиохијским сабором стигао је на Сабор који је септембра 1872. сазвао цариградски патријарх Антим, али је учинио све да избегне доношење припремљене одлуке, по којој је стварање Бугарске егзархије требало бити проглашено за раскол, а њене присталице биле изопштени из Цркве.
Патријарх Кирил се 14. септембра вратио у Јерусалим под изговором састанка са великим кнезом Николајем Николајевичем, који је изразио жељу да дође у Свету земљу. Истовремено, није оставио заменика на сабору и, тако, нико из Јерусалимске патријаршије није потписао акт о расколу. Истовремено, Синод Јерусалимске Цркве је саставио акт којим је изразио сагласност са одлукама Сабора у Цариграду, позивајући Патријарха да га потпише, што је он одбио; у Антиохијској патријаршији ситуација је била супротна: њени епископи су се изјаснили против проглашења раскола.
После одласка великог кнеза Николаја Николајевича 7. новембра 1872. године, епископи Јерусалимске цркве, са изузетком митрополита назаретског, сменили су патријарха Кирила са дужности, прогласивши га присталицом расколника.
Јерусалимски Назиф-паша, обавестио га је 18. децембра да је Висока лука одобрила његово свргавање и наређено му је да одмах крене у луку Јафа, а одатле владиним бродом за Истанбул.
Патријарх Кирил је ипак остао популаран међу својом бившом паством, посебно међу православним Арапима. Две године касније, пре свега због захтева православног арапског становништва и свештенства, 26. фебруара 1875. Свети синод Јерусалимске патријаршије сменио је патријарха Прокопија II са дужности, упркос протестима Цариградске патријаршије.
Јерусалимски Арапи су тражили од бившег патријарха Кирила да поново кандидује своју кандидатуру за удовички патријаршијски трон, али он у пастирском писму објављеном у новинама одбацује овај предлог, позивајући се на старост.
Преминуо 18. августа 1877. године.